# Соболевський район
Соболевський район (рос. Соболевский район) — адміністративна одиниця Камчатського краю Російської Федерації.
Адміністративний центр — село Соболево.

## Адміністративний поділ
До складу району входять 4 сільських поселення:
1. Ічинське сільське поселення
2. Крутогоровське сільське поселення
3. Соболевське сільське поселення — с. Соболево
4. Устьєве сільське поселення